# Danny Wells
Jack Westelman, känd som Danny Wells i sin profession som skådespelare, född 7 april 1941 i Montréal, Québec, död 28 november 2013 i Toronto, Ontario, var en kanadensisk skådespelare och röstskådespelare. Han var förmodligen mest känd för sina som roller som bartendern Charlie i The Jeffersons och som Luigi i Super Mario Bros. Super Show.